# 內藏山國立公園
內藏山國立公園（：／ Naejangsan Gungnip Gongwon */?）是位於韓國全羅南道長城郡以及全羅北道井邑市、淳昌郡的山岳型國立公園，以内藏山为中心。1971年11月17日指定，為韓國第8座國立公園，總面積82平方公里。

## 沿革

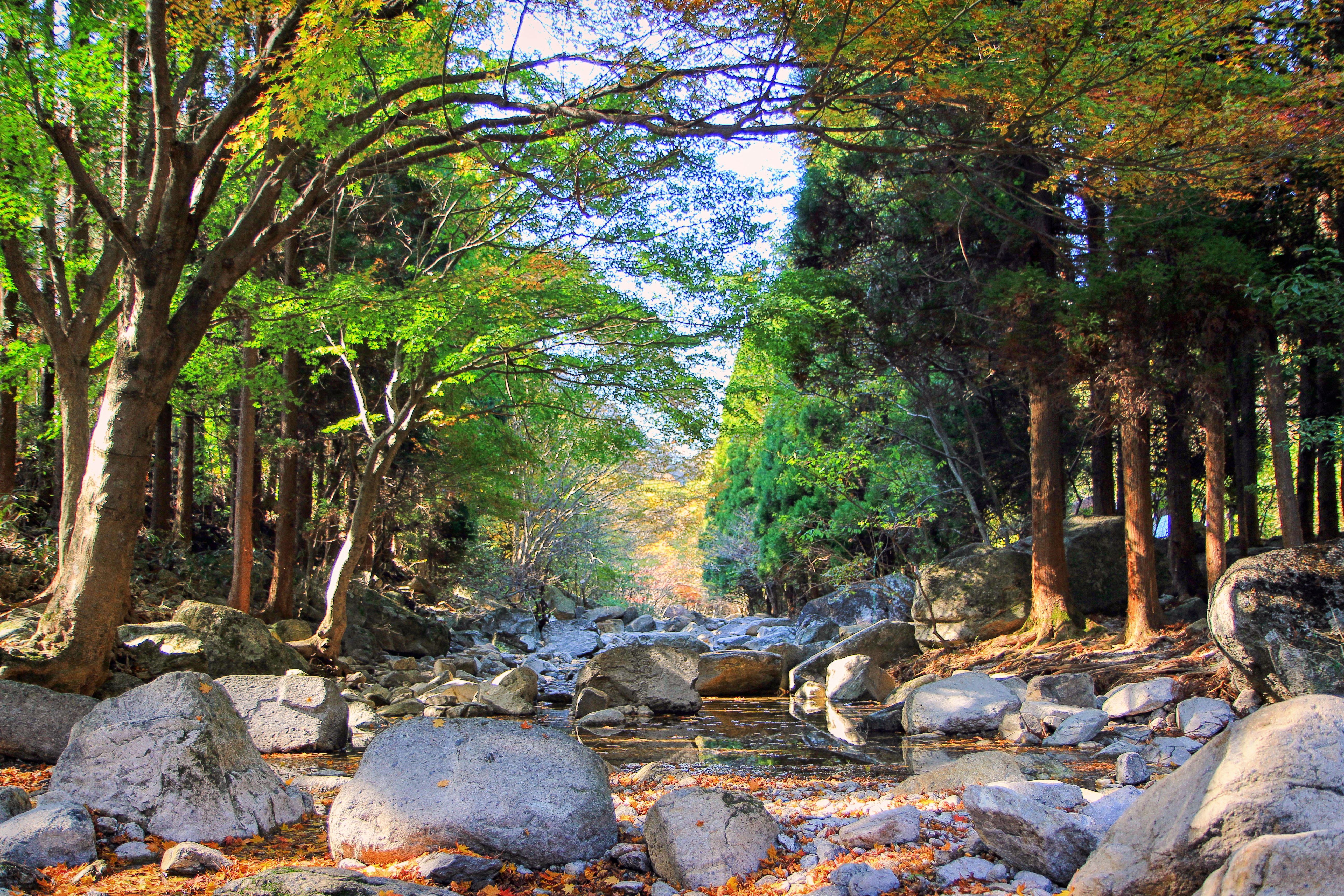
内藏山

- 1971年11月17日：國立公園第8號指定 (建設部告示第101號)。
- 1987年8月5日：國立公園管理公團內藏山北部、南部管理事務所開所。
- 2006年11月22日：內藏山南部事務所更名內藏山白岩事務所。
- 2007年10月5日：內藏山事務所更名內藏山國立公園事務所，內藏山白岩事務所更名內藏山國立公園白岩事務所。

## 關聯區域
- 全羅北道
  - 井邑市內藏洞、笠岩面
  - 淳昌郡福興面
- 全羅南道
  - 長城郡北下面